# عبد الله الصاوي
عبد الله الصاوي (26 أكتوبر 1971 - ) هو لاعب كرة قدم مصري، يلعب كمهاجم، لعب 6 مباريات وسجل هدف.

## مسيرته

### مسيرته مع المنتخبات الوطنية
- 1994 - 1996 لعب مع منتخب مصر لكرة القدم 6 مباريات سجل خلالها هدف.

## روابط خارجية
- عبد الله الصاوي على موقع قاعدة بيانات كرة القدم.إي يو (الإنجليزية)
- عبد الله الصاوي على موقع ناشيونال فوتبول تيمز (الإنجليزية)